# Messina

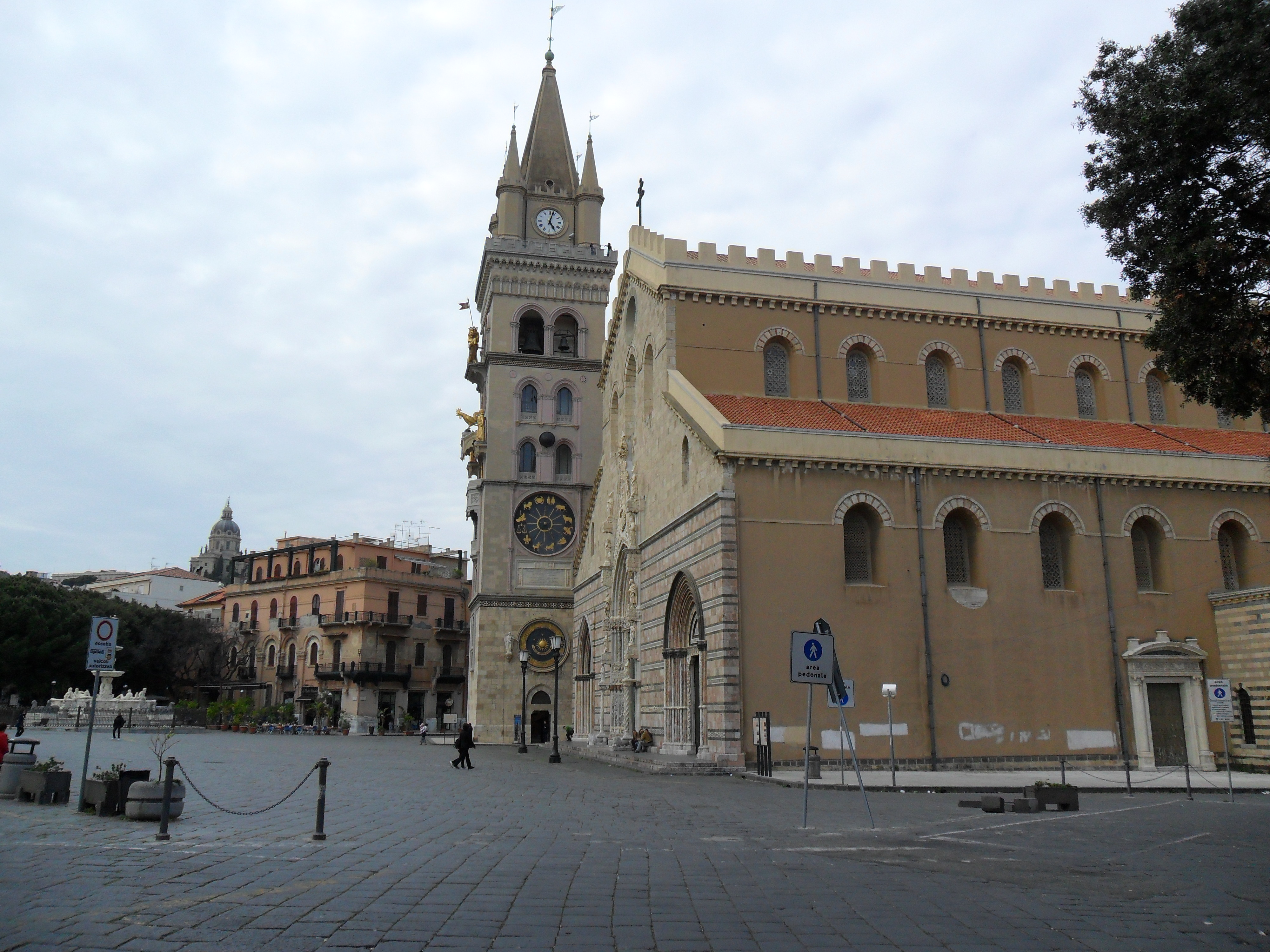
Cattedrale di Messina

Messina je třetí největší sicilské město a hlavní město provincie Messina.

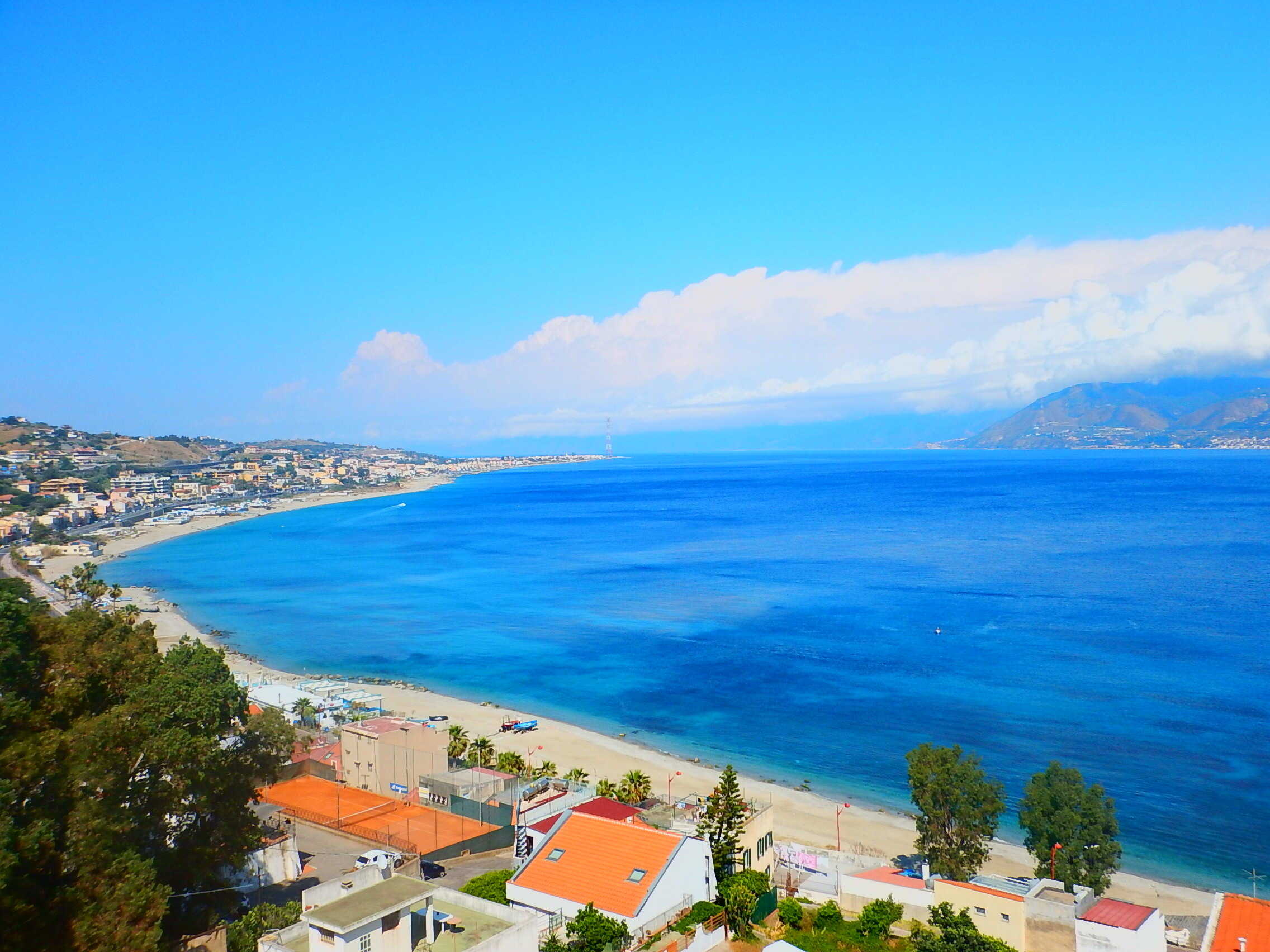
Messina má asi 30 km pláží

Trajekty ze Sicílie na pevninu a opačným směrem mají centrum v Messině, město je také průmyslovým a lázeňským centrem a sídlem univerzity. V roce 1955 se zde konala Messinská konference.

## Historie
Přístav řeckého původu (734 př. n. l.) téměř zničila zemětřesení a nálety v průběhu druhé světové války. 
 Řekové při jeho založení mu původně dali jméno Zanklé podle jeho charakteristického tvaru (ζάγκλον zanklon, srp). Druhá vlna Řeků v 5. století př. n. l., uprchlíků z Messánie (oblast na jihozápadě Peloponésu), jej přejmenovala na Messáná. V roce 264 př. n. l. se města zmocnili Římané.
Tragický osud Messina zažila 28. prosince 1908, kdy město poničilo ničivé zemětřesení, nejsilnější v dějinách Evropy.

## Zajímavosti

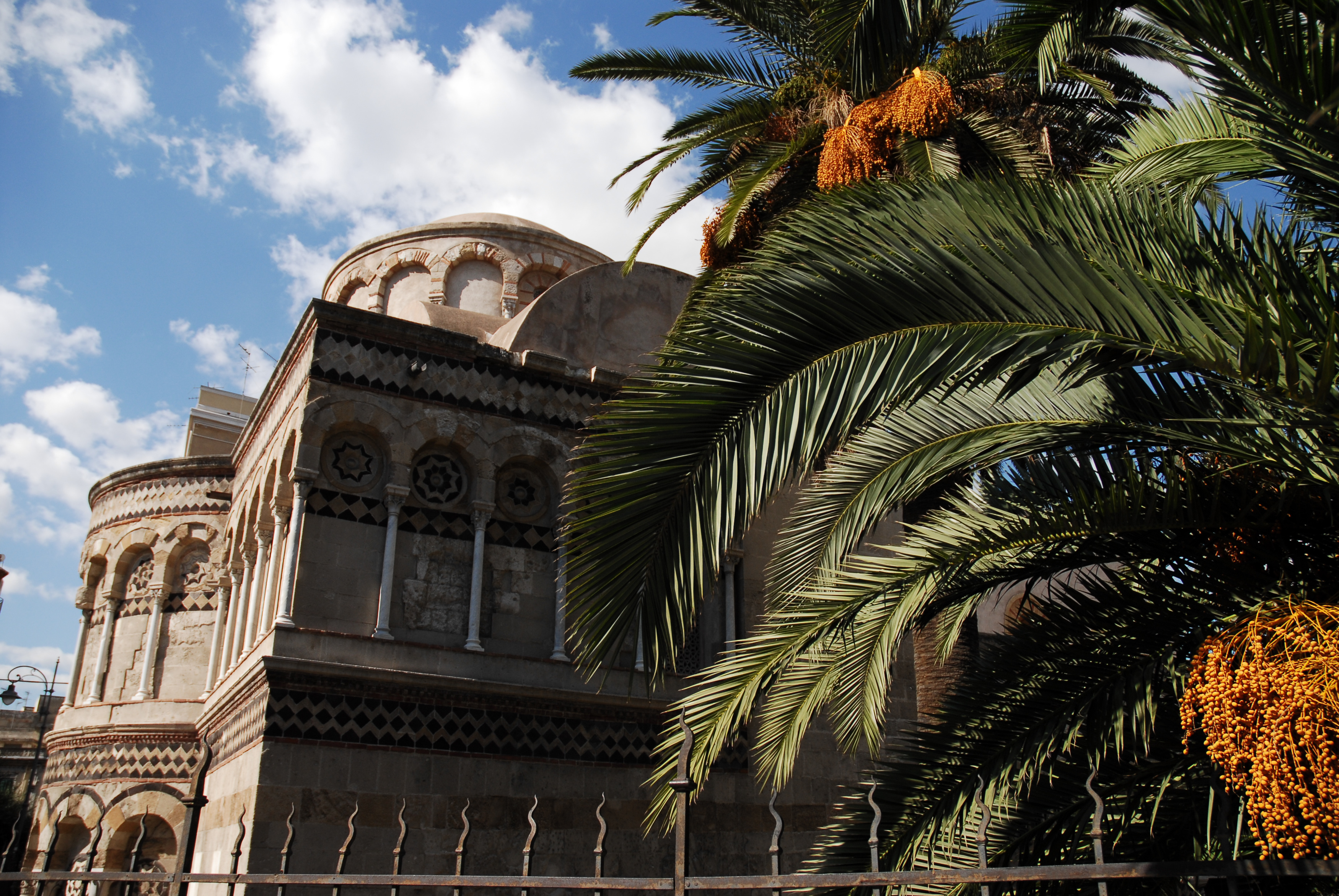
Santissima Annunziata dei Catalani

Messina je vstupní branou na Sicílii, sídlí zde univerzita a arcibiskupství. Poblíž náměstí Piazza Dante se nachází Cimitero Monumentale s panteonem zdobeným jónskými sloupy a s pěkným výhledem na město a Messinskou úžinu.

V zajímavém Regionálním muzeu (Museo Regionale) je k vidění řada vzácných obrazů, například Madona s děťátkem (A. da Messina, 1479), Lazorovo zmrtvýchvstání (Caravaggio) nebo sochy Montorsoliho sochy Neptun a Scylla.

Dominantu Messiny tvoří katedrála z poloviny 12. století na Piazza Duomo, obnovená po zemětřesení v roce 1908 za použití původních částí Apsidu zdobí původní mozaika 14. století, u kostela stojí 60 m vysoká zvonice s orlojem. Naproti zaujme půvabná fontána Di Orione z poloviny 16. století a poblíž přístavu uvidíte kostel Santissima Annunziata dei Catalani se třemi portály. Před kostelem stojí socha španělského Dona Juana ď Austria, jenž v bitvě u Lepanta v roce 1571 porazil Turky.

Ulici Via Garibaldi zdobí majestátní Montorsoliho Neptunova fontána z 16. století, severněji za jezery Pantani se tyčí maják Il Faro a k návštěvě láká vyhledávaná pláž Lido Mortelle.

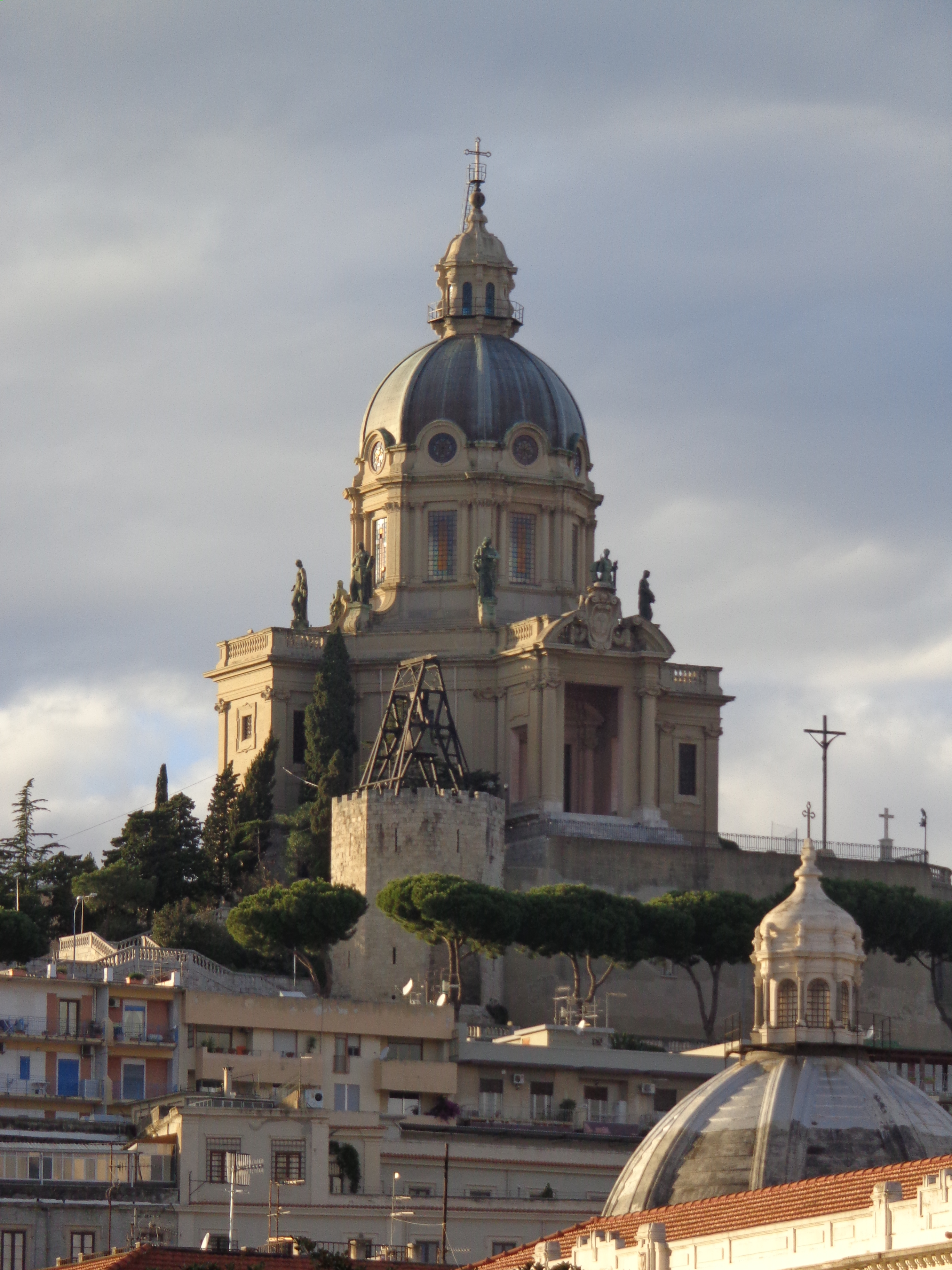
Kostel Cristo Re

Jeden z nejkrásnějších výhledů na město se nachází u barokního kostela Cristo Re.

O svátku Korzo gigantů uctívají lidé obří figury válečníka Griffona a patronky města Maty (12.-15. srpna).

## Vývoj počtu obyvatel
Počet obyvatel

## Osobnosti města
- Eustochia Calafato (1434–1485), řeholnice a světice
- Antonello Gagini (1478–1563), sochař
- Giacomo del Duca, (1520–1604), sochař a architekt, Michelangelův žák
- Caravaggio (1571–1610), malíř
- Guarino Guarini (1624–1683), matematik, filosof a architekt pozdního baroka
- Filippo Juvarra (1678–1736), barokní architekt a divadelní výtvarník
- Annibale Maria Di Francia (1851–1927), římskokatolický kněz a světec
- Francesco Maria Di Francia (1853–1918), římskokatolický kněz
- Maria Grazia Cucinotta (* 1969), herečka
- Vincenzo Nibali (* 1984), cyklista